# Roger Dean (kunstenaar)

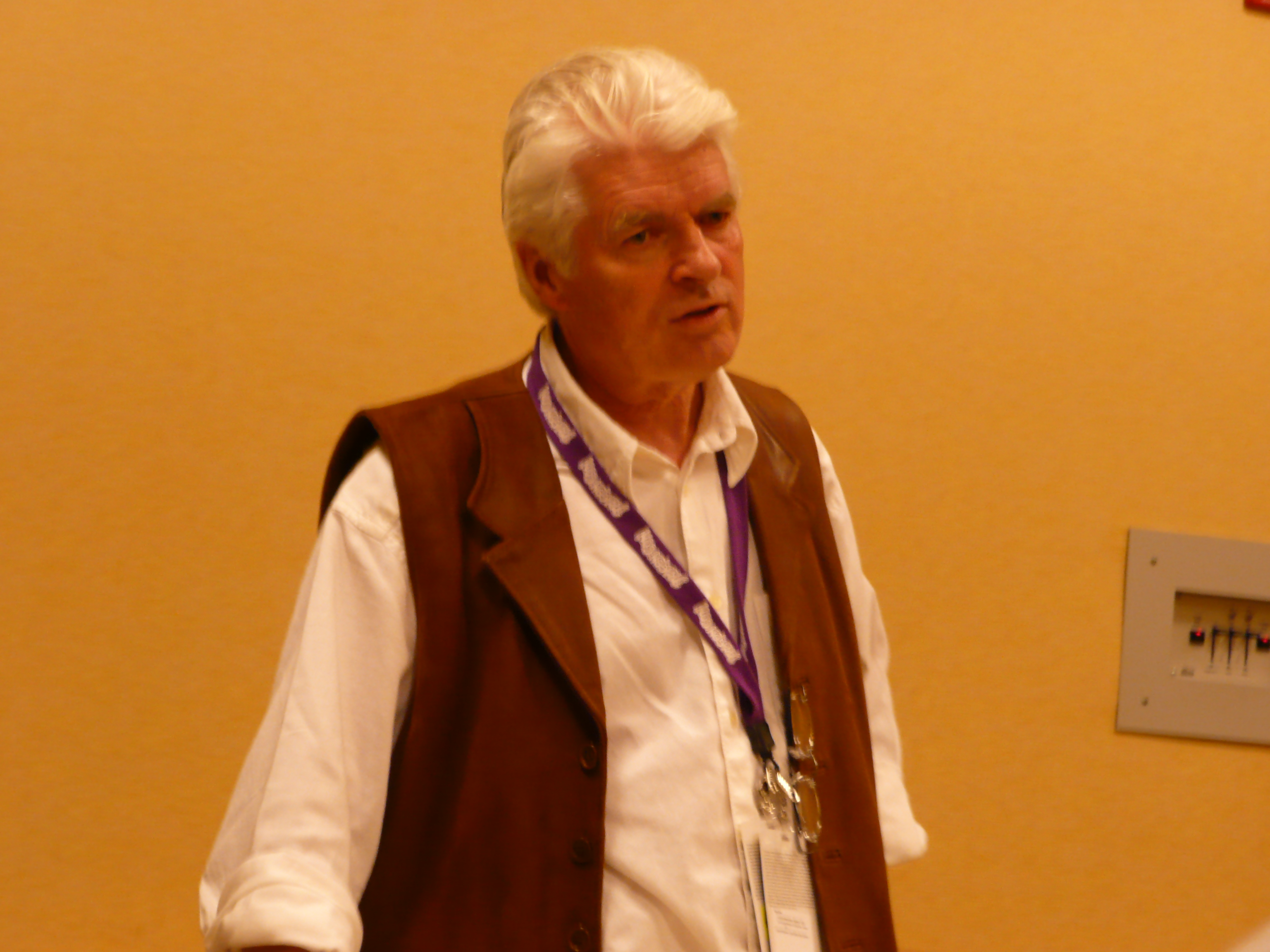
Roger Dean in 2008

Roger Dean (Ashford, 31 augustus 1944) is een Britse tekenaar, architect, ontwerper en uitgever. Hij is vooral bekend voor zijn ontwerpen van posters en hoezen van muziekalbums, waarmee hij zich sinds eind jaren zestig bezighoudt. Zijn ontwerpen tonen vaak exotische fantasielandschappen.
Wereldwijd zijn er meer dan zestig miljoen exemplaren van zijn werk verkocht. Zijn tekeningen lijken onder andere als inspiratie te hebben gediend voor de wereld uit de film Avatar. Dean werkt vooral met waterverf, maar maakt ook gebruik van krijt en inkt.

## Biografie
Dean werd geboren in Ashford, maar omdat zijn vader in het Britse leger diende moest het gezin vaak naar het buitenland verhuizen. In 1959 keerde het terug naar Engeland waar Dean een studie begon aan de Canterbury School of Art. In 1968 studeerde hij af aan het Royal College of Art in Londen. Sinds 1972 woont hij in Brighton.
In zijn werk probeerde Dean al vanaf het begin te onderscheiden tussen “ontwerpen” (het bewerken van bestaande modellen) en “uitvinden” (iets nieuws ontwerpen). Een van zijn eerste uitvindingen was de "sea urchin chair."
In 1968 maakte Dean zijn eerste albumhoes voor de band The Gun. In 1971 produceerde hij tekenwerk voor het Atomic Rooster-album In Hearing of... In datzelfde jaar ontwierp hij een albumhoes voor de Afrikaans-Caraïbische band Osibisa, met tekeningen van 
olifant-insecthybriden. Dit benaderde reeds het werk waar hij tegenwoordig wereldwijd bekend om is. Later dat jaar begon hij samenwerking met de band  Yes. De albums die Dean voor deze groep ontwierp behoren tot zijn bekendste werken. Zijn eerste opdracht was voor het album Fragile. Dean ontwierp het inmiddels klassieke “bubbellogo” voor Yes, dat voor het eerst te zien was op de hoes van Close to the Edge.
Voor platenmaatschappij Virgin Records ontwierp Dean de opdruk op het label in het midden van de langspeelplaat - een gespiegelde persoon met slang.
In 1985 begon Dean te werken voor het softwarebedrijf Psygnosis, waarvoor hij de hoesjes van verschillende videospellen ontwierp. Tot zijn ontwerpen hier behoren Shadow of the Beast, Tetris Worlds en het Tetris-logo.

## Publicaties
Er zijn tot dusver drie compilaties van Roger Deans werk uitgegeven:
- Views (1975)[2]
- Magnetic Storm (1984)
- Dragon's Dream (2008)

## Albumcovers
| Jaar | Artiest                       | Album                                                          |
| ---- | ----------------------------- | -------------------------------------------------------------- |
| 1968 | The Gun                       | Gun                                                            |
| 1969 | Earth & Fire                  | Earth and Fire                                                 |
| 1970 | Nucleus                       | Elastic Rock                                                   |
| 1970 | Lighthouse                    | One Fine Morning                                               |
| 1970 | Dr. Strangely Strange         | Heavy Petting                                                  |
| 1970 | Clear Blue Sky                | Clear Blue Sky                                                 |
| 1971 | Midnight Sun                  | Midnight Sun                                                   |
| 1971 | Osibisa                       | Osibisa                                                        |
| 1971 | Keith Tippett Group           | Dedicated to You But You Weren’t Listening                     |
| 1971 | Ramases                       | Space Hymns                                                    |
| 1971 | Billy Cox                     | Nitro Function                                                 |
| 1971 | Osibisa                       | Woyaya                                                         |
| 1971 | Pete Dello and Friends        | Into Your Ears                                                 |
| 1971 | Yes                           | Fragile                                                        |
| 1971 | Atomic Rooster                | In Hearing of Atomic Rooster                                   |
| 1971 | Nucleus                       | We'll Talk About It Later                                      |
| 1972 | John Dummer Blues Band        | Blue                                                           |
| 1972 | Gracious!                     | This Is...Gracious!!                                           |
| 1972 | Yes                           | Close to the Edge                                              |
| 1972 | Uriah Heep                    | Demons and Wizards                                             |
| 1972 | Gentle Giant                  | Octopus                                                        |
| 1972 | Babe Ruth                     | First Base                                                     |
| 1972 | Budgie                        | Squawk                                                         |
| 1972 | Midnight Sun                  | Circles                                                        |
| 1972 | Third Ear Band                | Music from Macbeth                                             |
| 1972 | Uriah Heep                    | The Magician's Birthday                                        |
| 1972 | Paladin                       | Charge!                                                        |
| 1972 | Verschillende artiesten       | Motown Chartbusters Vol. Six                                   |
| 1973 | Greenslade                    | Greenslade                                                     |
| 1973 | Magna Carta                   | Lord of the Ages                                               |
| 1973 | Yes                           | Yessongs                                                       |
| 1973 | Budgie                        | Never Turn Your Back on a Friend                               |
| 1973 | Yes                           | Tales from Topographic Oceans                                  |
| 1973 | McKendree Spring              | Spring Suite                                                   |
| 1973 | Del Richardson                | Pieces Of A Jigsaw                                             |
| 1973 | Badger                        | One Live Badger                                                |
| 1973 | Greenslade                    | Bedside Manners Are Extra                                      |
| 1973 | Snafu                         | SNAFU                                                          |
| 1974 | Gravy Train                   | Staircase to the Day                                           |
| 1974 | Yes                           | Relayer                                                        |
| 1974 | Yes                           | Yesterdays                                                     |
| 1975 | Steve Howe                    | Beginnings                                                     |
| 1976 | Dave Greenslade               | Cactus choir                                                   |
| 1977 | John Lodge                    | Natural Avenue                                                 |
| 1979 | Steve Howe                    | The Steve Howe Album                                           |
| 1980 | Yes                           | Drama                                                          |
| 1980 | Yes                           | Yesshows                                                       |
| 1981 | Yes                           | Classic Yes                                                    |
| 1982 | Asia                          | Asia                                                           |
| 1983 | Asia                          | Alpha                                                          |
| 1983 | Barry Devlin                  | Breaking Starcodes                                             |
| 1985 | Asia                          | Astra                                                          |
| 1989 | It Bites                      | Eat Me in St. Louis                                            |
| 1989 | Anderson Bruford Wakeman Howe | Anderson Bruford Wakeman Howe                                  |
| 1990 | Asia                          | Then & Now                                                     |
| 1991 | Yes                           | Union                                                          |
| 1991 | Steve Howe                    | Turbulence                                                     |
| 1991 | Yes                           | Yesyears                                                       |
| 1992 | Yes                           | Yesstory                                                       |
| 1993 | Anderson Bruford Wakeman Howe | An Evening of Yes Music Plus                                   |
| 1993 |                               | Symphonic Music of Yes                                         |
| 1993 | Rick Wakeman                  | Rick Wakeman’s Greatest Hits                                   |
| 1994 | Steve Howe                    | Not Necessarily Acoustic                                       |
| 1994 | Asia                          | Aria                                                           |
| 1995 | Uriah Heep                    | Sea of Light                                                   |
| 1995 | Verschillende artiesten       | Tales from Yesterday                                           |
| 1995 | Yes                           | Yessongs (LaserDisc)                                           |
| 1996 | Verschillende artiesten       | Supernatural Fairy Tales: The Progressive Rock Era             |
| 1996 | Yes                           | Keys to Ascension                                              |
| 1996 | Budgie                        | An Ecstasy of Fumbling - The Definitive Anthology              |
| 1997 | London Philharmonic Orchestra | Us and Them: Symphonic Pink Floyd                              |
| 1997 | Space Needle                  | The Moray Eels Eat The Space Needle                            |
| 1997 | Yes                           | Keys to Ascension 2                                            |
| 1997 | Yes                           | Open Your Eyes                                                 |
| 1997 | London Symphony Orchestra     | Symphonic Rock: American Classics                              |
| 1997 | London Symphony Orchestra     | Symphonic Rock: The British Invasion, Vol. 1                   |
| 1998 | London Symphony Orchestra     | Symphonic Rock: The British Invasion, Vol. 2                   |
| 1998 | Ad Infinitum                  | Ad Infinitum                                                   |
| 1998 | Verschillende artiesten       | Yes, Friends and Relatives                                     |
| 1998 | Yes                           | Keys to Ascension Volumes 1 and 2                              |
| 1999 | Yes                           | The Ladder                                                     |
| 1999 | Rick Wakeman                  | Return to the Centre of the Earth                              |
| 2000 | Verschillende artiesten       | Yes, Friends and Relatives Volume 2                            |
| 2000 | Yes                           | House of Yes: Live from House of Blues                         |
| 2001 | Uriah Heep                    | Acoustically Driven                                            |
| 2001 | Yes                           | Keystudio                                                      |
| 2001 | Uriah Heep                    | Remasters: The Official Anthology                              |
| 2001 | Atomic Rooster                | Resurrection                                                   |
| 2001 | Asia                          | Aura                                                           |
| 2002 | Yes                           | In a Word: Yes (1969–)                                         |
| 2002 | Rick Wakeman                  | Two Sides of Yes                                               |
| 2002 | Vermilion                     | Flattening Mountains and Creating Empires                      |
| 2003 | Birdsongs of the Mesozoic     | The Iridium Controversy                                        |
| 2003 | Steve Howe                    | Elements                                                       |
| 2004 | Yes                           | The Ultimate Yes: 35th Anniversary Collection                  |
| 2005 | Glass Hammer                  | The Inconsolable Secret                                        |
| 2005 | Yes                           | The Word Is Live                                               |
| 2006 | Alan White                    | White                                                          |
| 2007 | Glass Hammer                  | Culture of Ascent                                              |
| 2008 | Asia                          | Phoenix                                                        |
| 2009 | Astra                         | The Weirding                                                   |
| 2010 | Asia                          | Omega                                                          |
| 2010 | Asia                          | Spirits in the night                                           |
| 2010 | Verschillende artiesten       | Wondrous Stories - A Complete Introduction To Progressive Rock |
| 2010 | Verschillende artiesten       | Wondrous Stories - 34 Artist That Shaped The Prog Rock Era     |
| 2011 | Yes                           | Fly from here                                                  |
| 2011 | Ben Craven                    | Great & Terrible Potions                                       |
| 2014 | Yes                           | Heaven & Earth                                                 |
| 2014 | Asia                          | Gravitas                                                       |

## Videospelcovers
- 1986: Brataccas, Mindscape Inc./Psygnosis
- 1987: Barbarian, Psygnosis
- 1987: Terrorpods, Psygnosis
- 1988: Chrono Quest, Psygnosis
- 1988: Obliterator, Psygnosis
- 1989: Shadow of the Beast, Psygnosis/Reflections
- 1989: Stryx, Psyclapse
- 1990: Infestation, Psygnosis
- 1990: Shadow of the Beast II, Psygnosis/Reflections
- 1991: Amnios, Psygnosis
- 1992: Agony, Psygnosis
- 1992: Faceball 2000, Bullet-Proof Software
- 2001: Tetris Worlds, THQ
- 2007: Tetris Splash, Tetris Online, Inc. (titelschermen)